# Gubser-Haus

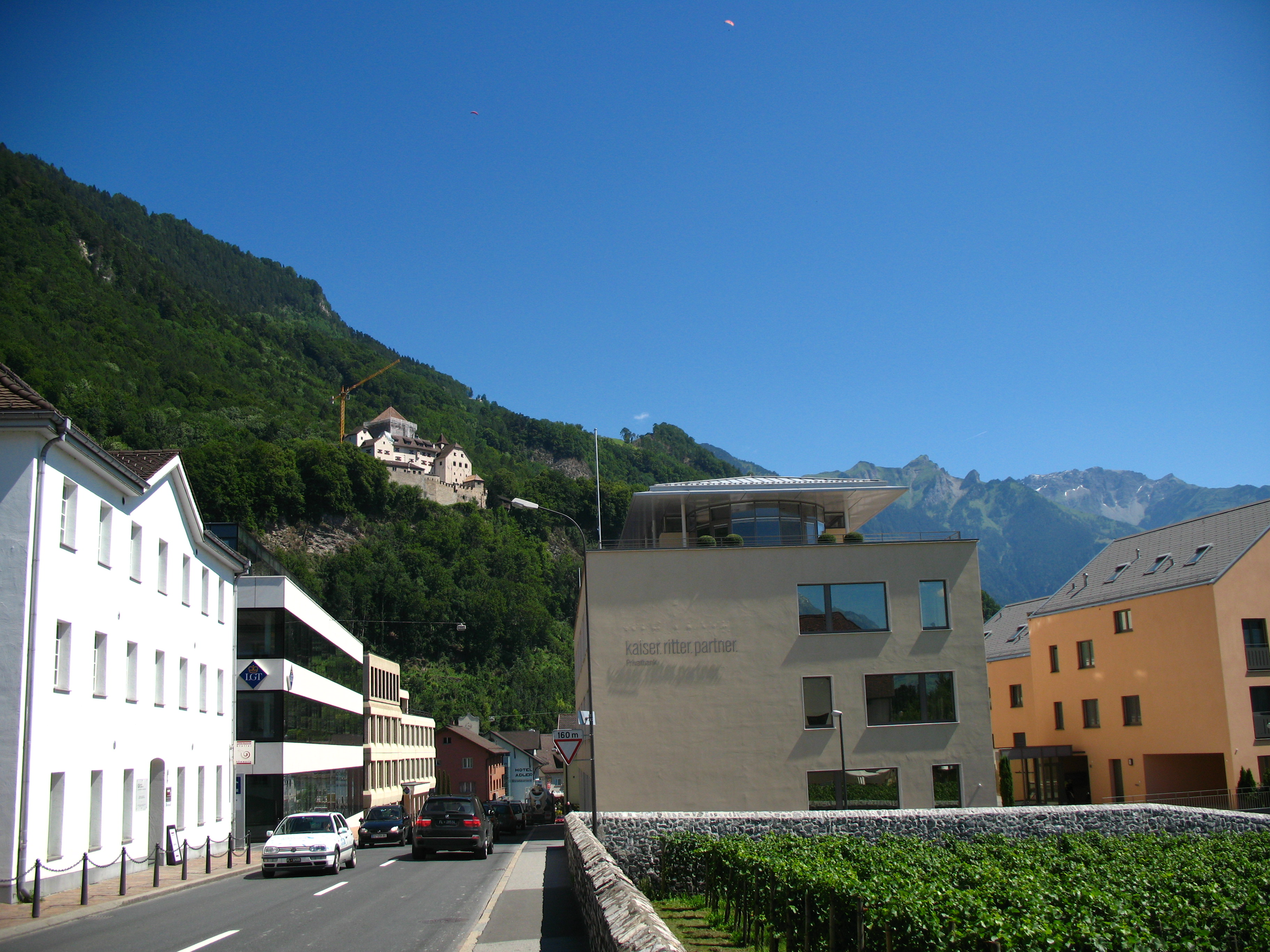
Herrengasse, vorne links das Gubser-Haus

Das Gubser-Haus ist ein im liechtensteinischen Ort Vaduz gelegenes Haus an der Herrengasse 30–32. Es wurde 1835 durch den Vaduzer Architekten Joseph Anton Seger errichtet, der auch weitere klassizistische Häuser in Schaan (Seger-Haus) und Nendeln (Hagen-Haus) erbaute. Josef Seger betrieb 1850–1870 im südlichen Hausteil die Wirtsstube «Zum Rebstock». Im nördlichen Hausteil war vorübergehend ein Klassenzimmer der Volksschule untergebracht. Dieses diente als Provisorium bis zum Bezug des neuen Schulhauses im Jahr 1854. 1900 erfolgte der Anbau eines Streueschuppens, 1924 der Einbau einer Bäckerei mit Backstube und Verkaufsladen im Erdgeschoss des südlichen Hausteils sowie 1927 der Umbau der Stallscheune in eine Schlosserei und Autoreparaturwerkstätte. 1993 wurde eine baugeschichtliche Untersuchung vorgenommen und 1996 die Erarbeitung eines Renovationskonzepts durch die Gemeinde Vaduz.
Das im klassizistischen Habitus am einstigen nördlichen Dorfrand von Vaduz erstellte Mehrfamilienhaus besticht durch seine klare architektonische Ausgestaltung. Es handelt sich mit Sicherheit um eines der ältesten als Mehrfamilienhaus geplanten und gebauten Anwesen Liechtensteins. Seine Baustruktur mit symmetrischer Raumeinteilung und zentraler Eingangs- und Treppenhausanlage ist in wesentlichen Teilen in ihrer ursprünglichen Ausführung aus der Zeit der Erbauung im Jahre 1835 erhalten geblieben. Dies trifft auch für die  Gewölbekeller zu.